# Rosche quadrate
Rosche quadrate, auch Rosghe quadrate, Rosgbe quatrato oder Quadrat roschke war ein Flächen- und Feldmaß in Dalmatien (um Spalato und Almissa). Grundlage war das Maß Rosca, die Rute der Region. 
So war diese Rute in 
- Almissa: 1 Rosca = 2,43414 Meter
- Trau: 1 Rosca = 2,31823 Meter

Abhängig vom größeren Maß Vretene war zum Beispiel in Trau:
- 1 Rosche quadrate = 1/144 Vretene = etwa 0,05374 Ar